# Чхеидзе, Константин Александрович
Чхеидзе Константин Александрович (груз. კონსტანტინე ჩხეიძე, чеш. Konstantin Alexandrovič Čcheidze; 19 сентября 1897, Моздок, Российская империя — 28 июля 1974, Прага, Чехословакия) — чехословацкий и русский писатель, философ, белый эмигрант.
Родился на Кавказе в городе Моздок. Во время гражданской войны в России воевал на Северном Кавказе на стороне белых армий. В 1921 году, в составе побежденных Белый казачьих войск Чхеидзе был эвакуирован в Лемнос, откуда переехал в Прагу, Чехословакия. В 1923 году окончил Русский юридический факультет в Праге, а затем преподавал там. Присоединился к евразийцам в 1920 году и в 1930 году стал одним из их лидеров . Во время Второй мировой войны участвовал в Российском антифашистском движении в Праге. Был арестован СМЕРШ в 1945 году и помещён в ГУЛАГ, откуда возвратился в 1955. Его мемуары являются ценным свидетельством из первых рук о событиях 1917—1955 в России и в Советском Союзе. Покончил с собой в 1974 году.

Дело СМЕРШ по обвинению К. А. Чхеидзе, открытое 11 июня 1945 года.

## Происхождение. Отношения с религией
Отец К. А. Чхеидзе происходил из грузинской княжеской католической семьи древнего рода феодалов Чхеидзе, берущего начало в XII веке и получившего от Екатерины Второй земли и имения в Моздоке. Мать происходила из русской православной семьи. Дед К. А. Чхеидзе по матери — полковник, боровшийся на Кавказе с движением имама Шамиля. Сам К. А. Чхеидзе считал себя русским и православным, своим родным языком считал русский. По роду военной службы, а также в дальнейшем, он долго находился в мусульманской среде, не испытывая проблем во взаимоотношениях с кавказскими горцами-мусульманами. Отвечая на вопросы о своей национальности, К. А. Чхеидзе говорил: «Я кавказец».

## События жизни и творчества Чхеидзе
- 1897 — 19 сентября. Моздок, Терская область. Родился в семье грузинского католика и русской православной.
- 1908—1916 — Полтавский кадетский корпус. Выпущен в чине вице-унтер-офицера.
- 1916 — 1 октября 1917 — Слушатель Тверского кавалерийского училища. Выпущен в чине корнета.
- 1917 — Октябрь. Прибыл к месту службы в Кабардинский конный полк Кавказской туземной дивизии — Дикой дивизии.
- 1918 — Личный адъютант начальника Кабардинских частей генерала Заур-Бека Даутокова-Серебрякова
- 1919 — Печатается в деникинских газетах.
- 1919 — Адъютант начальника Кабардинской конной дивизии и Правителя Кабарды князя В. А. Бековича-Черкасского
- 1919 — Печатается во врангелевской газете «Кабардинец».
- 1920 — Печатается во врангелевской газете «Южный Курьер».
- 1920 — В составе воинских частей Врангеля, эвакуированных из Крыма, прибыл в Константинополь.
- 1921 — Лемносское «сидение». Посылает корреспонденции в различные газеты Русского зарубежья.
- 1921 — Разнорабочий в Софии. Знакомство с лидером евразийского движения П. Н. Савицким.
- 1923—1928 — Студент Русского юридического факультета в Праге. Дипломная работа «Опыт анализа социальных норм. К обоснованию субъект-субъектного отношения».
- 1924 — Начало операции «Трест».
- 1925 — Избран членом Союза русских писателей и журналистов в Чехословакии.
- 1925 — Статья «Мысли о марксизме» в журнале «Свой путь», № 5.
- 1925 — Статья "От «nihil’я» к «ничегоку» в журнале «Свой путь», № 8, 9.
- 1926 — Журнал «Свой путь», № 12, 13. Повесть о Дине.
- 1927 — Член редколлегии издания «Казачий сполох».
- 1928 — Оставлен при кафедре государственного права. Защитил диссертацию на звание магистра.
- 1928 — Сентябрь. Редколлегии издательства «Евразия». Знакомитво с Карсавиным Л. П., идейным противником Савицкого и Сувчинского.
- 1929 — Русский народный (свободный) университет. Преподаватель.
- 1929 — Член Редколлегии, соредактор Евразийского сборника.
- 1929 — Статья «Евразийство и ВКП(б)» в Евразийском сборнике. Кн. VI.
- 1931 — Брюссель. Деятельный участник подготовки и проведения Первого съезда евразийских организаций.
- 1931 — Прага. Из области русской геополитики. Статья «Тридцатые годы»,- книга VII, 1931.
- 1932 — Шанхай. «Страна Прометея».
- 1933 — Прага. «Страна Прометея».
- 1933 — Прага. Сборник статей «На литературные темы».
- 1933 — Евразийский сборник «Новая эпоха и демократы» (Нарва: Изд. Евразийцы). Редактор.
- 1934 — Прага. Председатель редколлегии журнала «Евразийские тетради».
- 1935 — Прага. «Глядящий на солнце» в переводе на чешский язык.
- 1936 — Прага. «О национальном вопросе» (дискуссия с Н. А. Макшеевым, «Евразийские тетради», VI, Прага-Париж, 1936, и др.).
- 1940 — Прага. Роман «Навстречу буре» в переводе на чешский язык.
- 1941 — Прага. Один из руководителей подпольного (при фашистском режиме) русского эмигрантского оборонческого движения.
- 1945 — Прага. Арестован органами СМЕРШ. Получил 10 лет ГУЛАГа. Отсидел «от звонка до звонка».
- 1956 — Возвращение в Прагу. Увлёкся русским «космизмом» Фёдорова Н. Ф., то есть «фёдорством» (Fedoroviana Pragensia).
- 1974 — Прага. Оказался в больнице, где вскоре скончался.

## Некоторые произведения
1. Чхеидзе К. А. Лига Наций и государства-материки // «Евразийская хроника», выпуск VIII, Париж, 1927, с. 32-35.
2. Чхеидзе К. А. Страна Прометея. — Нальчик: Полиграфсервис и Т, 2004—264 с. ISBN 5-93680-133-0.
3. Чхеидзе К. А. Крылья над бездной Роман-сказ; Кавказская проза. — Нальчик: Издательство М. и В. Котляровых, 2010—288 с. ISBN 978-5-93680-369-7.
4. Чхеидзе К. А. Путник с Востока: Проза, Литературно-критические статьи, публицистика, письма. — М.: Книжица Русский путь, 2011—536 с. ISBN 978-5-903081-14-1. ISBN 978-5-85887-419-5.

## Упоминания и цитирование
1. Опрышко О. Л. «Бывают странные сближения…»: Докум. повествование. — Нальчик: Эльбрус, 1993. — 224 с.